# Jérôme Vignier
 (octobre 2023).
Pour les articles homonymes, voir Vignier.
Jérôme Vignier, né à Blois en 1606, et mort à Paris le 14 novembre 1661, est un prêtre français de l'Oratoire , critique littéraire et faussaire de documents historiques visant à démontrer l'antiquité de la reconnaissance par la papauté de l'église gallicane.

## Biographie
Jérôme Vignier est le fils de Nicolas Vignier fils, sieur de la Motte, et d'Olympe Le Blond. Élève brillant, il a étudié la philosophie, puis le droit avant d'être licencié à 16 ans. Ses parents étaient huguenots mais son père est revenu plus tard dans le catholicisme. Son frère aîné Nicolas s'est marié à Blois et a fait profession de la religion protestante.
Après que son père lui ait obtenu une charge de bailli de la ville de Beaugency, il a déclaré sa conversion au catholicisme et qu'il souhaitait se faire Chartreux. Sa santé n'étant pas compatible avec la rigueur de cet ordre, il est entré en 1630 dans la Société de l'oratoire de Jésus du cardinal de Bérulle qui l'a honoré de son estime. Il a alors fait des conférences, des écrits sur la religion et des investigations sur les premiers siècles de l'Église en France. Il est devenu successivement le Supérieur des Maisons de Tours, de La Rochelle et de Lyon et finalement de Saint-Magloire de Paris.
Il était savant dans les langues grecque, chaldaïque, hébraïque et syriaque ainsi que dans la connaissance de l'origine de toutes les Maisons souveraines d'Europe.
Il aurait découvert au cours d'un voyage en Lorraine des documents curieux sur l'origine de la Maison de Lorraine, sur celle d'Autriche, de Luxembourg, de Bade, d'Alsace et de quelques autres encore et en a fait un ouvrage, traduit en latin par Jean-Jacques Chifflet. Ces documents se sont révélés être des faux.
Il a été à la recherche de médailles et en a amassé beaucoup qui sont allés enrichir le cabinet du duc d'Orléans.
À Venise, il aurait découvert un document manuscrit de saint Fulgence et qu'il a transcrit avec beaucoup de peine. Il a trouvé à Clairvaux deux volumes des œuvres de saint Augustin qui n'avaient pas été encore imprimés et qu'il a donnés avec une concordance avec les Évangiles. Il a composé deux volumes de l'Histoire ecclésiastique gallicane mais il est mort avant leur impression.
Il a composé des pièces de poésies et des paraphrases des psaumes en latin qui étaient appréciées par le cardinal Richelieu.
Souffrant de la maladie de la pierre, il s'est fait opérer à Paris par Philippe Collot. La pierre qui faisait sept onces n'a pu être extraite qu'après un quart d'heure d'opération avec des souffrances extrêmes. Après cette opération, il s'est retiré à Châlons[Lequel ?] pour composer des ouvrages avant de revenir à Paris pour les imprimer mais il est tombé malade et est mort.
Il a été lié d'amitié à des savants comme l'abbé Jean Morin (1591-1659), Luc d'Achery et Jacques Sirmond. Si certains l'admiraient pour ses lumières, d'autres comme l'oratorien Nicolas Bourbon déclaraient : « Il y a céans un certain père qui autrefois a été Huguenot, nommé le père Vignier, qui est un grand, excellent et hardi menteur ; d'où l'on dit par ironie : les vérités du père Vignier »
Les études de Julien Havet publiées en 1885 ont montré que les documents provenant de Jérôme Vignier étaient des faux. Ils avaient été utilisés par Luc d'Achery dans le Spicilegium (1655-1677) comme la lettre du pape Symmaque à Avit de Vienne du 13 octobre 501, une missive du pape Anastase II à Clovis, une lettre de l'évêque Léonce d'Arles au pape Hilaire, ainsi que lettre du pape Gélase à l'évêque Rusticus de Lyon. Les critiques comme Hugo Rahner ont montré que ces documents ont aussi pu répondre à des discussions contemporaines au père Vignier et ont eu pour but de montrer que les droits de l'église gallicane étaient reconnus par la papauté depuis les temps les plus anciens.

## Publication
- La véritable origine des très-illustres maisons d'Alsace, de Lorraine, d'Autriche, de Bade, et de quantité d'autres, Paris, 1649
- Stemma Austriacum annis abhinc millenis Hieronymus Vignerius priores novem gradus elucubravit, Joan. Jac. Chifletius, en 1650 (lire en ligne)